# سو VI
سو 6 (بالإنجليزية: Saw VI)‏ فيلم رعب أُنتج سنة 2009، من إخراج كيفين غرويترت وكتابة باتريك ميلتون وماركوس دونستان، وهو الجزء السادس من سلسلة أفلام الرعب سو التي بدا عرضها عام 2004. هدا الفيلم تكملة للاجزاء السابقة حيث ستظهر علاقات جديدة بين كل من القاتل «جيغسو» (توبين بيل) وزوجته التي ستتسلم زمام الامور عند نهاية الفيلم والمحقق هوفمان واماندا يونغ.

## أحداث الفيلم
يبتدا الفيلم بسيموني وإدي شخصين حبيسين هما يطلب منهما القاتل بقطع أكبر جزء ممكن من الاعضاء حتى ينجوا بعد دلك ينتقل القاتل إلى وضع صاحب شركة تأمين (قد طلب منه جيغ سو مسبقا مساعدته بشأن علاج للسرطان وقد رفض مساعدته)فوضعه في اختبار حقيقي لنجدة زوجته من خلال مروره بعدة مواقف لنجدة عمال تلك الشركة الذين بدورهم حوصروا في مخبا جيغسو. لتكتشف زوجته خيانته لها ويعمد ابنها إلى قتله بواسطة حمض الكلوردريك. في هذه الأثناء يكتشف المحققون هوية خليفة القاتل جيغسو «المحقق هوفمان» فيلجا هذا الأخير إلى وضع حد لحياتهم ويعود لمكان عمله كقاتل ولكن سيفاجا مرة أخرى بدخول زوجة جيغسو «جيل توك» وكهربته قبل أن تعمد إلى قتله.

## الشخصيات
- توبين بيل في دور جيغسو / جون [4]
- كوستاس مانديلور في دور مارك هوفمان [4]
- مارك رولستون في دور دان إريكسون [4]
- بيستي راسل في دور جيل توك [4]
- شوني سميث في دور أماندا يونغ [4]
- بيتر أوتربريدج في دور وليام ايستون [4]
- أثينا كاركانيس في دور العميلة ليندسي بيريز [4]
- سامانثا ليمول في دور باميلا جنكينز [4]
- تانيدرا هوارد في دور سيموني [4]
- مارتي مورو في دور إدي [4]
- شون أحمد في دور ألن [4]
- جانيل هوتشيسون في دور آدي [4]
- جيري مينديكينو في دور البواب هانك [4]
- كارولين كيف في دور ديبي [4]
- جورج نيوبيرن في دور هارولد ابوت [4]

## وصلات خارجية
- الموقع الرسمي
- سو VI على موقع IMDb (الإنجليزية)
- سو VI على موقع ميتاكريتيك (الإنجليزية)
- سو VI على موقع روتن توميتوز (الإنجليزية)
- سو VI على موقع نتفليكس (الإنجليزية)
- سو VI على موقع قاعدة بيانات الأفلام العربية
- سو VI على موقع ألو سيني (الفرنسية)
- سو VI على موقع Turner Classic Movies (الإنجليزية)
- سو VI على موقع أول موفي (الإنجليزية)
- سو VI على موقع بوكس أوفيس موجو (الإنجليزية)
- سو VI على موقع فيلمافينيتي (الإسبانية)

1. ↑  وصلة مرجع: http://www.ew.com/article/2009/10/23/saw-vi. الوصول: 4 مايو 2016.
2. ↑  وصلة مرجع: http://www.imdb.com/title/tt1132626/. الوصول: 4 مايو 2016.
3. ↑  وصلة مرجع: http://www.metacritic.com/movie/saw-vi. الوصول: 4 مايو 2016.
4. 1 2 3 4 5 6 7 8 9 10 11 12 13 14 15